# Martin Koolhoven
Pour les articles homonymes, voir Koolhoven.
Martin Koolhoven, nom de scène de Martinus Wouter Koolhoven, né le 25 avril 1969 à La Haye (Pays-Bas), est un réalisateur, scénariste et acteur néerlandais.

## Vie privée
Depuis 1993, il est en couple avec la réalisatrice néerlando-norvégienne Tallulah Hazekamp Schwab.

## Filmographie partielle

### Comme réalisateur
- 1993 : Chess
- 1995 : KOEKOEK!
- 1996 : De Orde Der Dingen
- 1997 : Duister licht (TV)
- 1997 : Vet Heftig - de video (vidéo)
- 1999 : Suzy Q (TV)
- 2001 : AmnesiA (nl)
- 2001 : De grot
- 2004 : Het zuiden
- 2005 : Het schnitzelparadijs
- 2005 : Knetter
- 2006 : 'n Beetje Verliefd
- 2007 : Koefnoen (série TV)
- 2008 : Oorlogswinter (Winter in Wartime)
- 2016 : Brimstone

### Comme acteur
- 2007 : Landje (TV)
- 2009 : Flow (série télévisée) : directeur
- 2012 : Neonletters (série télévisée)

## Distinctions
- 2001 : Veau d'or du meilleur réalisateur pour De grot (2001)